# Josefina Sruoga
Josefina Sruoga (23. kolovoza 1990.) je argentinska hokejašica na travi. Igra na mjestu napadačice.
S argentinskom izabranom vrstom je osvajala odličja i sudjelovala na međunarodnim natjecanjima.
Po stanju od 3. studenoga 2009., igra za klub Club de Gimnasia y Esgrima de Buenos Aires (kraticom G.E.B.A.).

## Sudjelovanja na velikim natjecanjima
- juniorske Panameričke igre 2008. u Meksiku (bronca)
- Trofej prvakinja 2009.